# Odin
Odin — дата-орієнтована, імперативна мова програмування. Мова створена Ginger Bill.